# МТЗ-5
МТЗ-5 «Беларусь» (МТЗ-7 «Беларусь») — марка универсальных пропашных колёсных тракторов средней мощности общего назначения, выпускавшихся Минским тракторным заводом с 1956 по 1962 гг. и Южным машиностроительным заводом с 1958 по 1972 годы.

Первые образцы колёсных тракторов МТЗ-5 были изготовлены на Минском тракторном заводе в январе 1956 года а немногим позднее трактор был запущен в серийное производство и стал на конвейер. МТЗ-5 был разработан на основе популярного в те годы трактора МТЗ-2 мощностью 36 лошадиных сил, выпускавшимся заводом с 1953 по 1957 годы. Впоследствии было налажено производство тракторов МТЗ-5Л, МТЗ-5М, МТЗ-5МС, МТЗ-7.
В 1958 году, после незначительной доработки конструкции, завод приступил к выпуску семейства тракторов МТЗ-7 (МТЗ-7М, МТЗ-7МС и МТЗ-7ЛС) повышенной проходимости с двумя ведущими мостами. На первые опытные модели устанавливались ведущие передние мосты с армейского автомобиля-вездехода ГАЗ-67. Конструкция не предусматривала регулировку ширины агротехнической колеи, что не позволяло в полной мере использовать её при выполнении пропашных работ. Вскоре конструктивную основу для ведущего переднего моста трактора заменили деталями, выпускаемыми для армейских грузовиков ГАЗ-63.
В целом, тракторы семейства МТЗ-5 (МТЗ-7) обладали большей универсальностью, имели независимый привод вала отбора мощности, более мощный и экономичный двигатель Д-40, мощностью 45 л. с. и гидравлическую навесную систему c агрегатом НС-37 или тремя выносными цилиндрами.
Трактор предназначался для выполнения работ по возделыванию пропашных сельскохозяйственных культур (кукуруза, сахарная свёкла, картофель, подсолнечник, овощебахчевые и др.). А также для неглубокой обработки легких и средних почв, посева и уборки некоторых зерновых культур.
Трактор агрегатировался с большим количеством навесного, полунавесного оборудования и сельхозмашинами.
Было сконструировано и выпущено различное навесное погрузочно-транспортное оборудование: стогометатель, копновоз универсальный навесной (КУН), вилочный погрузчик. Трактор использовался и как шасси для целой серии экскаваторов.

## Производство тракторов МТЗ-5
Тракторы МТЗ-5 (7) и их модификации выпускались на Минском заводе с 1956 по 1962 годы. Производство МТЗ-5 и его модификаций было запущено и на Южном машиностроительном заводе в Днепропетровске, где под маркой ЮМЗ тракторы собирались с 1958 по 1972 годы. Гельман, Краевская, Москвин, 1959.
| Трактор     | Масса, кг | Габаритные размеры, мм | Годы выпуска | Количество, шт. |
| ----------- | --------- | ---------------------- | ------------ | --------------- |
| МТЗ-5       | 3190      | 4095/1884/2430         | 1957—1958    | 10 189          |
| МТЗ-5К      | 3190      | 4095/1884/2430         | 1957—1958    | 14 769          |
| МТЗ-5М      | 2950      | 4095/1884/2373         | 1958—1960    | 20 163          |
| МТЗ-5Л      | 2950      | 4095/1884/2373         | 1958—1960    | 41 118          |
| МТЗ-5МС(ЛС) | 3075      | 4095/1884/2410         | 1959—1961    | 49 927          |

## Технические характеристики
Колёсные тракторы «Беларусь» семейства МТЗ-5 (7) — универсальные сельскохозяйственные тракторы средней мощности на которые устанавливались дизельные двигатели Д-40, Д-48 с электростартёром или пусковым двухтактным бензиновым двигателем.
Трактор был построен по классической схеме и имел полурамную конструкцию. Полурама выполнялась из швеллеров, соединённых между собой передним брусом.
Остов трактора состоял из полурамы и трёх основных агрегатов: муфты сцепления, коробки передач и заднего моста.
В передней части остова смонтирован двигатель со вспомогательным оборудованием и радиатор системы охлаждения. Двигатель крепился к полураме и имел штатную облицовку с декоративными элементами. Непосредственно за двигателем располагались механизмы силовой передачи трактора: муфта сцепления, коробка передач и задний мост, на корпусе которого крепились механизмы тормозов и вал отбора мощности (ВОМ), а также механизм задней навески гидравлической системы.
Гидравлическая система — раздельно-агрегатная: насос гидросистемы получает вращение от двигателя через шестерни привода ВОМ. Для работы с прицепными машинами на продольных тягах задней навески устанавливалась поперечина с прицепной вилкой. Агротехническая колея переменная и могла регулироваться.

### Двигатель
На трактора семейства МТЗ-5 (МТЗ-7) устанавливались рядные дизельные атмосферные двигатели семейства Д-40, номинальной мощностью 45 л. с.
|                                                     | Д-40К                    | Д-40Л                    | Д-48Л                    | Д-40М                    | Д-48М                    |                      |
| --------------------------------------------------- | ------------------------ | ------------------------ | ------------------------ | ------------------------ | ------------------------ | -------------------- |
| Мощность л. с. (номинальная)                        | 45                       | 45                       | 48                       | 45                       | 48                       |                      |
| Число оборотов в мин. (номинальное)                 | 1500                     | 1500                     | 1600                     | 1500                     | 1600                     |                      |
| Расход топлива на минимальных оборотах г/э. л. с.ч. | 210                      | 205                      | 200                      | 205                      | 200                      |                      |
| Способ смесеобразования                             | вихревая камера          | вихревая камера          | вихревая камера          | вихревая камера          | вихревая камера          |                      |
| Порядок зажигания                                   | 1-3-4-2                  | 1-3-4-2                  | 1-3-4-2                  | 1-3-4-2                  | 1-3-4-2                  |                      |
| Число цилиндров                                     | 4                        | 4                        | 4                        | 4                        | 4                        |                      |
| Диаметр цилиндра мм                                 | 105                      | 105                      | 105                      | 105                      | 105                      |                      |
| Система пуска                                       | пусковой двигатель       | пусковой двигатель       | пусковой двигатель       | электростартер СТ-50     | электростартер СТ-50     | электростартер СТ-50 |
| Система подачи и распределения топлива              | 40-4ТН-8.5х10            | 48М-Тн-8.5х10 или ОНМ    | 48М-Тн-8.5х10 или ОНМ    | 48М-Тн-8.5х10 или ОНМ    | 48М-Тн-8.5х10 или ОНМ    |                      |
| Применяемое топливо                                 | дизельное (ГОСТ 4749-49) | дизельное (ГОСТ 4749-49) | дизельное (ГОСТ 4749-49) | дизельное (ГОСТ 4749-49) | дизельное (ГОСТ 4749-49) |                      |
| Вес сухого двигателя кг                             | 660                      | 660                      | 638                      | 630                      | 638                      |                      |

### МТЗ-5
Базовая модель. На тракторе устанавливался, улучшенный по сравнению с МТЗ-2, дизельный двигатель Д-40К номинальной мощности 45 л. с. Расход топлива снизился до 210 г/э.л.ч. На двигателе был увеличен диаметр цилиндров (105 мм), число оборотов коленчатого вала возросло до 1500 об/мин. Муфта сцепления имела более совершенную конструкцию, что позволило установить вал отбора мощности (ВОМ) с независимым приводом. Ряд изменений коснулся и гидравлической системы с применением агрегата НС-37.
Ходовую систему улучшили за счёт изменения конструкции передней оси и установки передних колес, увеличенных размеров. В конструкции применялся более мощный генератор. Появилось четыре фары.

#### МТЗ-5М
В 1957 году МТЗ-5 был модернизирован и ряд моделей получил индекс «М». МТЗ-5М имел двигатель Д-40М и вместо пускового бензинового двигателя устанавливался электростартёр СТ-50.
5-ступенчатая коробка была заменена на 10-ступенчатую, — увеличилась транспортная скорость до 22,3 км/час. Дифференциал заднего моста имел автоматическую блокировку (АБД) с управлением от ножной педали. Был увеличен дорожный просвет передней оси (до 640 мм), размеры передних (6,5-20) и задних (12-38) колёс, снижено значение потребного давления в шинах.
Трактор оснащался прогрессивной по тем временам раздельно-агрегатной гидросистемой с выносом отдельных гидроцилиндров. Для более комфортных условий труда механизаторов стали устанавливать кабину и ножной сбрасыватель числа оборотов двигателя, который соединялся специальным механизмом с рукояткой ручного газа. Системы электроосвещения и световой сигнализации по сравнению с трактором МТЗ-5 стала более совершенна. На Брюссельской всемирной выставке в 1958 году создатели трактора были удостоены золотой медали.

#### МТЗ-5Л
Отличался от МТЗ-5М лишь модификацией двигателя — модели Д-40Л (без свечей накаливания и декомпрессионного механизма) с пусковым бензиновым двигателем. В 1958—1960 годах было изготовлено 41118 единиц.

#### МТЗ-5С
В 1959 году, после конструкторских доработок в серию пошли тракторы МТЗ-5ЛС и МТЗ-5МС. Буква «С» в обозначении означала «скоростной». Устанавливаемый на трактор дизельный двигатель Д-48 имел номинальную мощность 48 л. с. Диапазон рабочих (пропашных) скоростей был подобран в пределах 5-10 км/ч. В остальном принципиальных отличий от тракторов МТЗ-5Л и МТЗ-5М не было. Трактор МТЗ-5МС имел электрооборудование постоянного тока. Производство скоростных машин началось в 1959 году.

### МТЗ-7
Колёсные универсальные трактора с полным приводом МТЗ-7Л и МТЗ-7М являются модификациями моделей МТЗ-5Л и МТЗ-5М соответственно. Модели предназначались для пропашных работ на влажных почвах. Трактор был рекомендован производителем для использования на общих транспортных работах и при междурядной обработке низкорослых пропашных культур, в междурядьях шириной 445—900 мм. Новыми механизмами, по сравнению с тракторами семейства МТЗ-5, являлись передний ведущий мост, передние колёса увеличенного диаметра, карданная передача и раздаточная коробка.
Передний ведущий мост трактора МТЗ-7 выполнен аналогично передним мостам автомобилей повышенной проходимости и передаёт тяговое усилие к передним управляемым колёсам от раздаточной коробки. Мост имеет главную передачу, дифференциал и механизм привода колёс с шарнирами равных угловых скоростей.
В 1959 году на конвейер и в серийное производство пошли трактора МТЗ-7М, МТЗ-7МС и МТЗ-7ЛС. В этом же году было изготовлено 169 тракторов, а в 1960-м — 1277.
Всего было выпущено 2790 тракторов МТЗ-7. Производство модели было прекращено в 1961 году.
|                                                          | МТЗ-5                                                                                               | МТЗ-5Л                                                                                              | МТЗ-5М                                                                                              | МТЗ-5С                                                                                              | МТЗ-7                                                                                               |
| -------------------------------------------------------- | --------------------------------------------------------------------------------------------------- | --------------------------------------------------------------------------------------------------- | --------------------------------------------------------------------------------------------------- | --------------------------------------------------------------------------------------------------- | --------------------------------------------------------------------------------------------------- |
| Тип трактора                                             | Колёсный универсальный, средней мощности                                                            | Колёсный универсальный, средней мощности                                                            | Колёсный универсальный, средней мощности                                                            | Колёсный универсальный, средней мощности                                                            | Колёсный универсальный, средней мощности                                                            |
| Вес трактора (сухой), кг                                 | 2870                                                                                                | 2750                                                                                                | 2750                                                                                                | 2785                                                                                                | 3100                                                                                                |
| Двигатель (марка, модификация)                           | Д-40К                                                                                               | Д-40Л                                                                                               | Д-40М                                                                                               | Д-48                                                                                                | Д-40М                                                                                               |
| Число передач переднего (заднего) хода                   | 5 (1)                                                                                               | 10 (2)                                                                                              | 10 (2)                                                                                              | 10 (2)                                                                                              | 10 (2)                                                                                              |
| Управление подачей топлива                               | ручное                                                                                              | ножное, сблокированное с ручным                                                                     | ножное, сблокированное с ручным                                                                     | ножное, сблокированное с ручным                                                                     | ножное, сблокированное с ручным                                                                     |
| Агротехническая колея (по передним и задним колёсам), мм | 1335—1800                                                                                           | 1335—1800                                                                                           | 1335—1800                                                                                           | 1335—1800                                                                                           | 1335—1800                                                                                           |
| Главная муфта сцепления                                  | фрикционная, двухдисковая, постоянно замкнутая с приводом на силовую передачу и вал отбора мощности | фрикционная, двухдисковая, постоянно замкнутая с приводом на силовую передачу и вал отбора мощности | фрикционная, двухдисковая, постоянно замкнутая с приводом на силовую передачу и вал отбора мощности | фрикционная, двухдисковая, постоянно замкнутая с приводом на силовую передачу и вал отбора мощности | фрикционная, двухдисковая, постоянно замкнутая с приводом на силовую передачу и вал отбора мощности |
| Коробка передач                                          | механическая пятискоростная с передвижными каретками                                                | механическая десятискоростная с передвижными каретками                                              | механическая десятискоростная с передвижными каретками                                              | механическая десятискоростная с передвижными каретками                                              | механическая десятискоростная с передвижными каретками                                              |
| Промежуточная передача                                   | конические шестерни с прямым зубом                                                                  | конические шестерни с зерольным зубом                                                               | конические шестерни с зерольным зубом                                                               | конические шестерни с зерольным зубом                                                               | конические шестерни с зерольным зубом                                                               |
| Блокировка дифференциала                                 | передвижная зубчатая муфта-ручной рычаг                                                             | передвижная зубчатая муфта-ножная педаль с автоотключением                                          | передвижная зубчатая муфта-ножная педаль с автоотключением                                          | передвижная зубчатая муфта-ножная педаль с автоотключением                                          | передвижная зубчатая муфта-ножная педаль с автоотключением                                          |
| Гидравлическая система                                   | раздельно-агрегатная с механизмом НС-37                                                             | раздельно-агрегатная с отдельно вынесенными цилиндрами                                              | раздельно-агрегатная с отдельно вынесенными цилиндрами                                              | раздельно-агрегатная с отдельно вынесенными цилиндрами                                              | раздельно-агрегатная с отдельно вынесенными цилиндрами                                              |
| Передний ведущий мост                                    | −                                                                                                   | −                                                                                                   | −                                                                                                   | −                                                                                                   | +                                                                                                   |
| Размеры шин передних колёс                               | 6.5-16"                                                                                             | 6.5-20"                                                                                             | 6.5-20"                                                                                             | 6.5-20"                                                                                             | 9.0-20"                                                                                             |
| Задних колёс, мм                                         | 11.0-38                                                                                             | 12.0-38'                                                                                            | 12.0-38'                                                                                            | 12.0-38'                                                                                            | 12.0-42"                                                                                            |

## Галерея

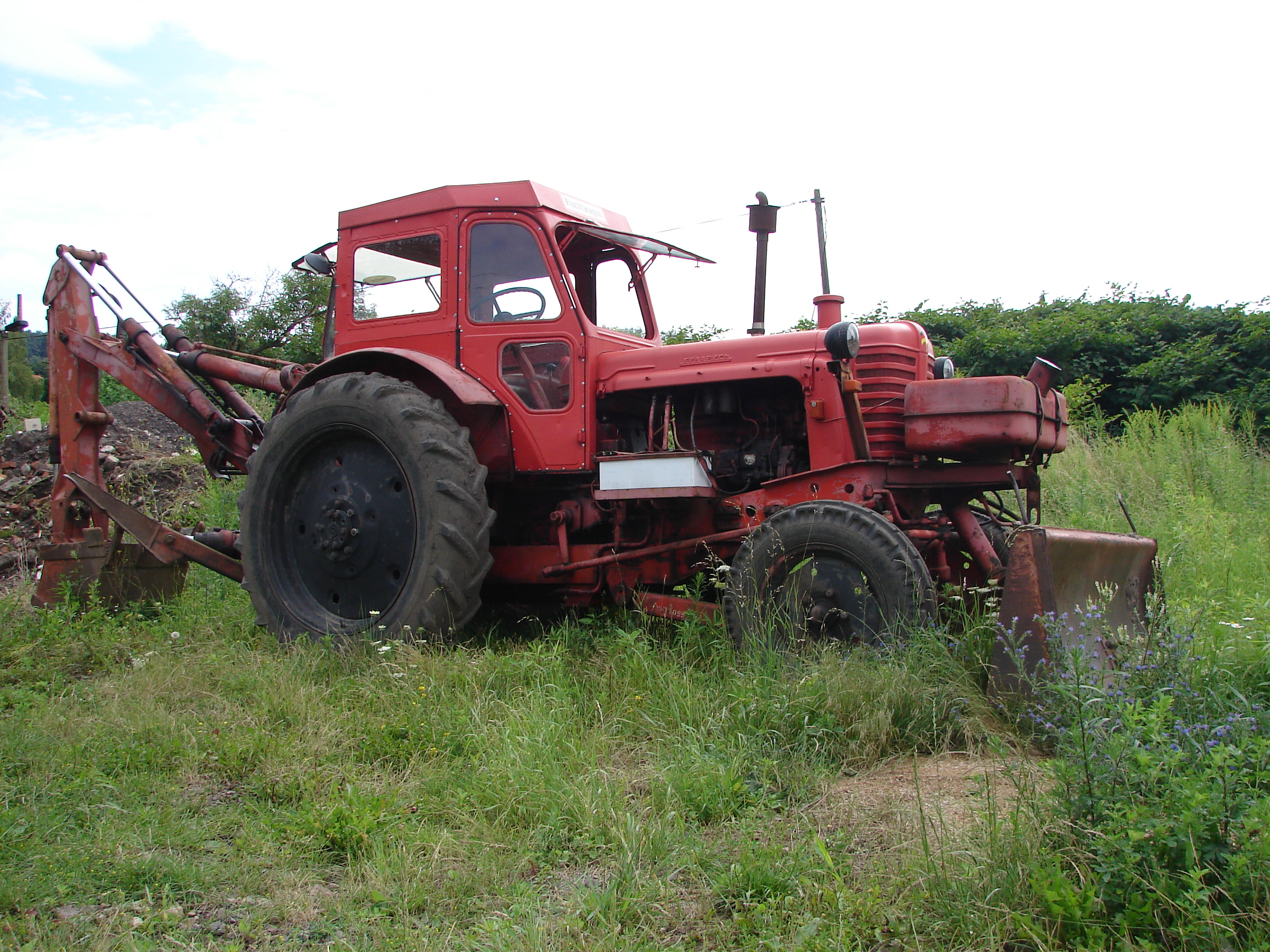
Экскаватор на базе МТЗ-5
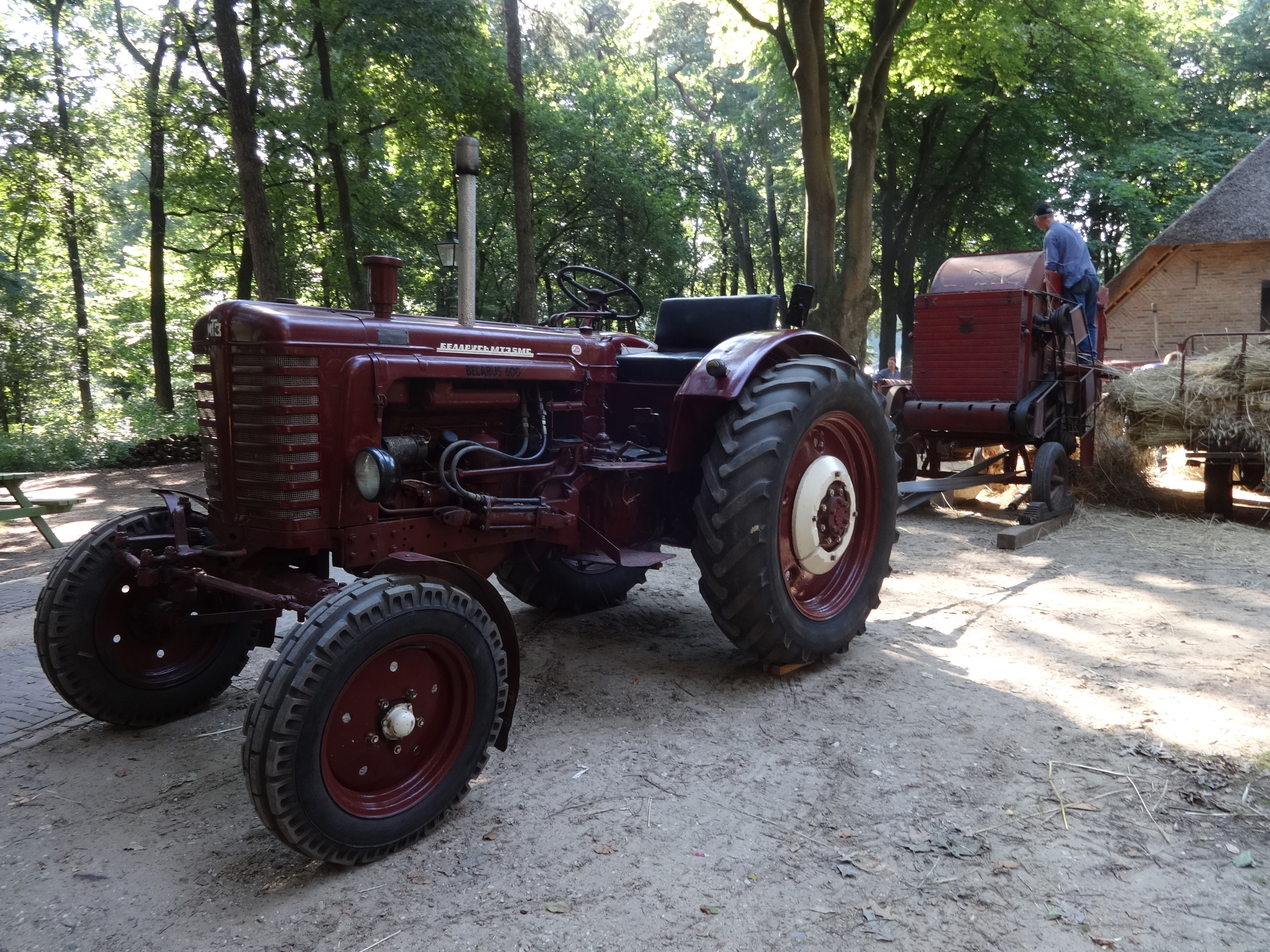
МТЗ-5МС после реставрации
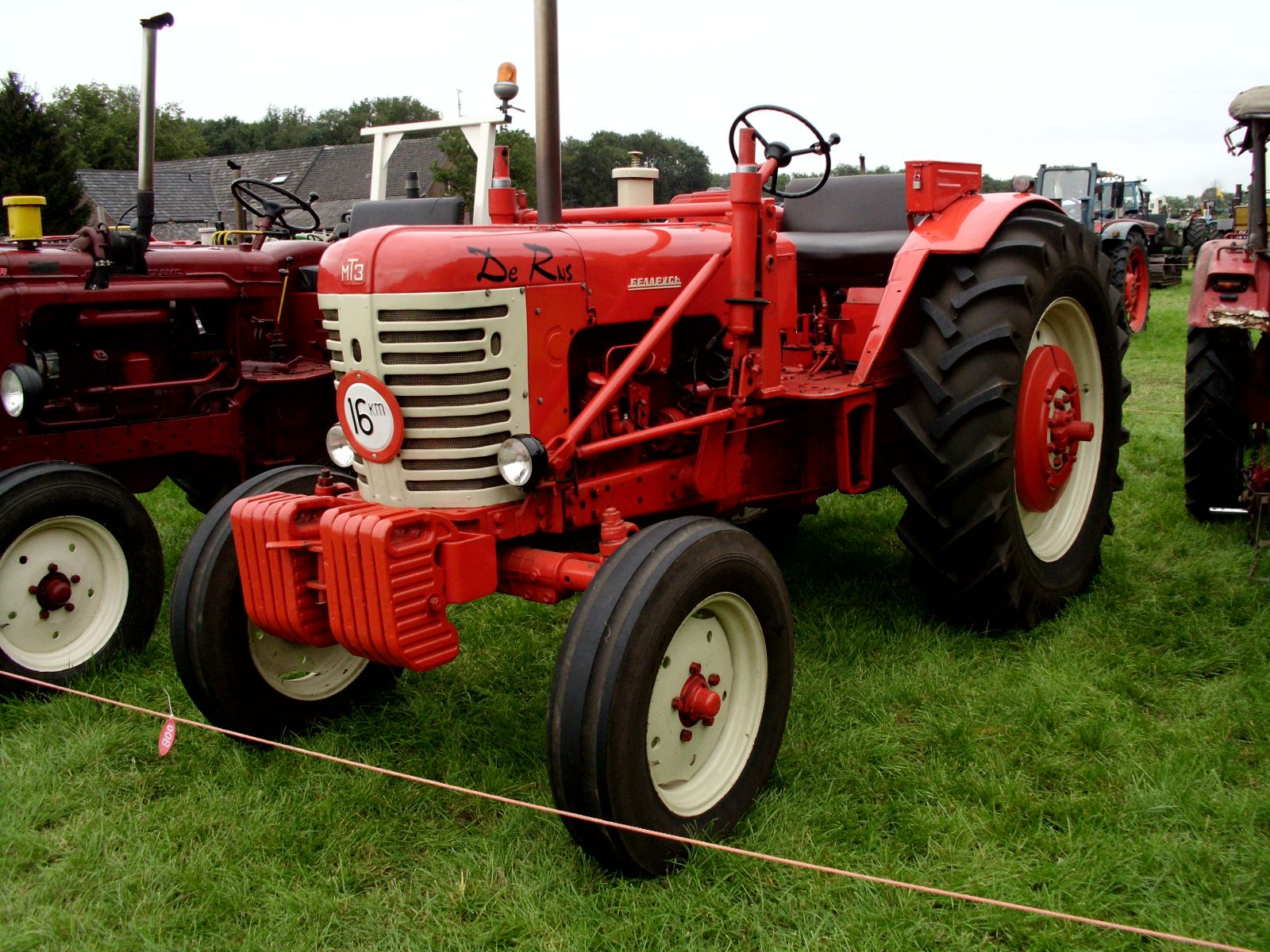
МТЗ-5М на фестивале в Германии.
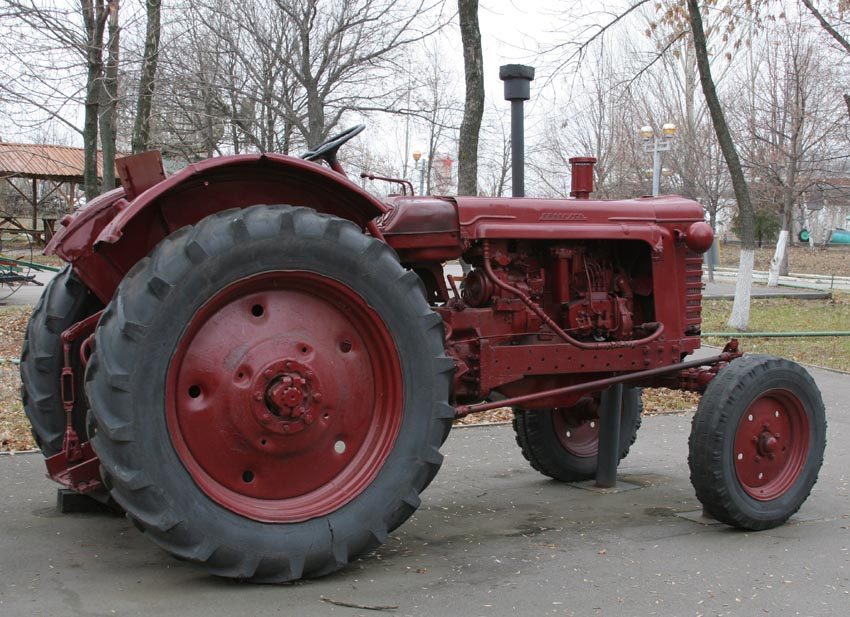
МТЗ-5 в Саратове на Соколовой горе.

## Статьи и публикации
- Хрулькевич О. А, Шаров В. В. Тракторы «Беларусь»: от МТЗ-3 до МТЗ-7 // Сельский механизатор : журнал. — 2011. — № 2, 3. — С. 16—17. — ISSN 0131-7393.

## Внешние медиафайлы
- Журнал «Life» на Минском тракторном заводе в 1960 году на YouTube
- Поездка на тракторе МТЗ-5Л осенью 2017 года на YouTube
- МТЗ-5ЛС на YouTube — Мульчирование кукурузы, осень 2017 года.